# 恩斯特·冯·吕歇尔
恩斯特·冯·吕歇尔（德語：Ernst von Rüchel，1754年7月21日—1823年1月14日）是一位普鲁士将军，他率领的一个军团在1806年10月14日的耶拿战役中被拿破仑的法国军队摧毁。在1793年和1794年的法国大革命战争期间，他指挥普鲁士王国的军队参加了几次战斗。之后，他担任了各种外交官和军事督察职务。1806年拿破仑战争期间，他担任重要的前线指挥角色，但因在耶拿的行动而受到批评。战斗中负伤后，他设法逃脱了法军的追捕，但再也没有指挥部队参加战斗。

## 早年生涯
吕歇尔于1754年7月21日出生于普鲁士波美拉尼亚的齐策内夫。
在第一次反法同盟期间，吕歇尔以上校军衔指挥部队与法兰西第一共和国作战。在1793年4月10日至7月23日的美因茨围城战期间，他指挥了一个普鲁士步兵旅。在晋升为少将后，他在1793年12月的第二次维桑堡战役中率领普鲁士特遣队。在他的指挥下的单位是数个步兵团，三个中队的猎兵和两门火炮。
1794年5月23日，吕歇尔率领纵队在凯泽斯劳滕战役中取得胜利。在1795年的巴塞尔和约中，普鲁士退出了第一次反法同盟，将精力集中在第三次瓜分波兰。

## 1806年及以后
1806年，吕歇尔担任第12步兵团团长。在第四次反法同盟期间，吕歇尔被任命为普鲁士三支军队中最西端的指挥官。另外两支军队由不伦瑞克公爵卡尔·威廉·斐迪南和霍恩洛厄-英格尔芬根亲王弗雷德里希·路德维希率领。10月初，霍恩洛厄的军队在爱尔福特的鲁多尔施塔特和布伦瑞克附近集结。吕歇尔的军队与萨克森-魏玛-艾森纳赫大公卡尔·奥古斯特在更南的施马尔卡尔登，约翰·弗里德里希·冯·温宁的分遣队在爱森纳赫和哥達之间。

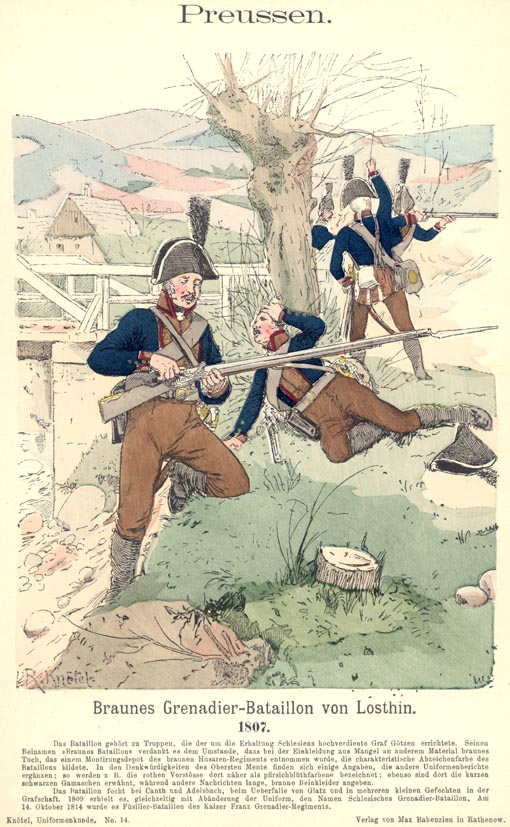
普鲁士掷弹兵

法皇拿破仑将他180,000人的军队推向了弗兰肯瓦尔德。法军在10月9日的施莱茨之战和10月10日的萨尔费尔德战役中获胜。普鲁士高级指挥部将他们的军队集中在萨勒河西岸。他们计划让布伦瑞克向北移动到哈勒，而霍恩洛赫则通过在耶拿防守来覆盖他的东翼。10月14日，布伦瑞克的军队在奥尔施泰特被路易·达武的第三军团摧毁。与此同时，拿破仑率领他的大部分军队在耶拿战役中摧毁霍恩洛厄的部队。吕歇尔被告知要留在魏玛，直到萨克森-魏玛的师抵达。但他做出了决定，立即带着他的15,000名可用部队前往支援霍恩洛厄。不幸的是，当他的军团到达时，战斗已经失败了。
历史学家大卫·钱德勒认为，吕歇尔因迟到而受到不公平的批评。他在上午9时收到了战斗爆发的消息，立即离开了他在魏玛的营地。他的部队在一小时内行进了五公里，然后他们从行军纵队部署到线列纵队，侧翼警卫在外，火炮随时待命。上午10点30分，吕歇尔收到了霍恩洛厄的误导性字条，说战斗进展顺利。中午时分，霍恩洛厄又给他发了另一条消息，要求他立即提供帮助。就在他的部队在下午1时左右到达卡佩伦多夫之前，一名信使带来了普鲁士军队被击败的消息。吕歇尔总共花了4个小时行军了12公里，包括休息时间；按照普鲁士的标准，这并没有特别慢。他将15,000名士兵和40门野战炮带到了战场。总共有来自五个骑兵团的25个中队，三个步兵连，七个步兵团的14个火枪营，四个燧发枪营，两个掷弹兵营，三个步兵连和两个骑兵连。
霍恩洛厄的参谋长克里斯蒂安·冯·马森巴赫指示吕歇尔从卡佩伦多夫向东移动。吕歇尔尽职尽责地以梯队的顺序执行这项命令。钱德勒指出，进攻的不明智决定是霍恩洛厄下达的。在普军投入战斗后不久，霍恩洛赫骑马亲自指挥该军团。尽管让·拉纳元帅的法国第五军团被抵挡，但吕歇尔的左翼很快就被让·德迪厄·苏尔特元帅的第四军团师击败。吕歇尔指示他的骑兵掩护撤退，他的步兵则开始撤离。他的骑兵随后遭到法国大炮的猛烈轰炸，整个团陷入混乱。就在这时，若阿尚·缪拉元帅指挥法国后备骑兵加入战斗，由一个胸甲骑兵师带头。在没有骑兵保护的情况下，吕歇尔的部队被法军追上，并迅速溃败逃往后方。
受伤的吕歇尔在接下来的几周内险些逃脱法军的追捕。在1807年2月7日至8日的埃劳战役中，吕歇尔指挥了4,000人的普鲁士驻军守在柯尼斯堡。当时，安东·威廉·冯·莱斯托克率领着9,000人的普鲁士大部队继续与法军作战。
吕歇尔于1823年1月14日在波美拉尼亚哈瑟洛伊去世。

## 引注
1. ↑  Smith, Digby. . London: Greenhill. 1998: 49. ISBN 1-85367-276-9.
2. ↑  Smith (1998), p. 66
3. ↑  Smith (1998), p. 81
4. ↑  Durant, Will; Durant, Ariel. . New York, N.Y.: MJF Books. 1975: 85. ISBN 1-56731-022-2.
5. ↑  Pivka, Otto von. . New York, N.Y.: Taplinger Publishing. 1979: 197. ISBN 0-8008-5471-3.
6. ↑  Chandler, David G. . New York, N.Y.: Macmillan. 1966: 456.
7. ↑  Chandler (1966), p. 459
8. ↑  Chandler (1966), pp. 467-468
9. ↑  Chandler, David G. . Westport, Conn.: Praeger Publishers. 2005: 20–21. ISBN 0-275-98612-8.
10. ↑  Chandler (2005), p. 23
11. ↑  Petre, F. Loraine. . London: Lionel Leventhal Ltd. 1993: 150. ISBN 1-85367-145-2.
12. ↑  Petre (1993), p. 147
13. 1 2  Chandler (2005), p. 64
14. ↑  Chandler (2005), p. 42
15. ↑  Petre (1993), p. 197
16. 1 2  Petre, F. Loraine. . London: Lionel Leventhal Ltd. 1976: 131.